# Serenade of the Seas (schip, 2003)
De Serenade of the Seas is een cruiseschip van Royal Caribbean International.
De Serenade of the Seas behoort tot de Radiance klasse. Niet alleen dit schip, maar ook de Radiance, Brilliance en Jewel of the
Seas behoren tot deze klasse, vanwege hun speciale 'Touch'. Het schip is 293 meter lang en 32 meter breed. Het kan 2.501 passagiers en 859 bemanningsleden vervoeren. De maximumsnelheid van het schip is 25 knopen (ongeveer 46 km/u).

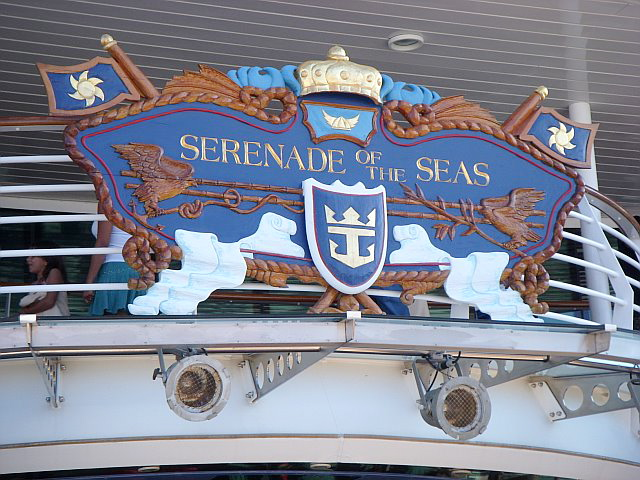
Beeldbord van de Serenade of the Seas